# Calle Elcano
La calle Elcano es una calle ubicada en el centro de la villa de Bilbao. Se inicia en la calle Hurtado de Amézaga y finaliza en la confluencia de las calles Henao y Máximo Aguirre.

## Edificios y esculturas de interés

### Edificios
Diversos edificios reseñables rodean la Calle Elcano:
- Edificio Mutua Universal.
- Plaza Moyúa.
- Hotel Carlton.
- Palacio Chávarri.
- Iglesia de San José de la Montaña.

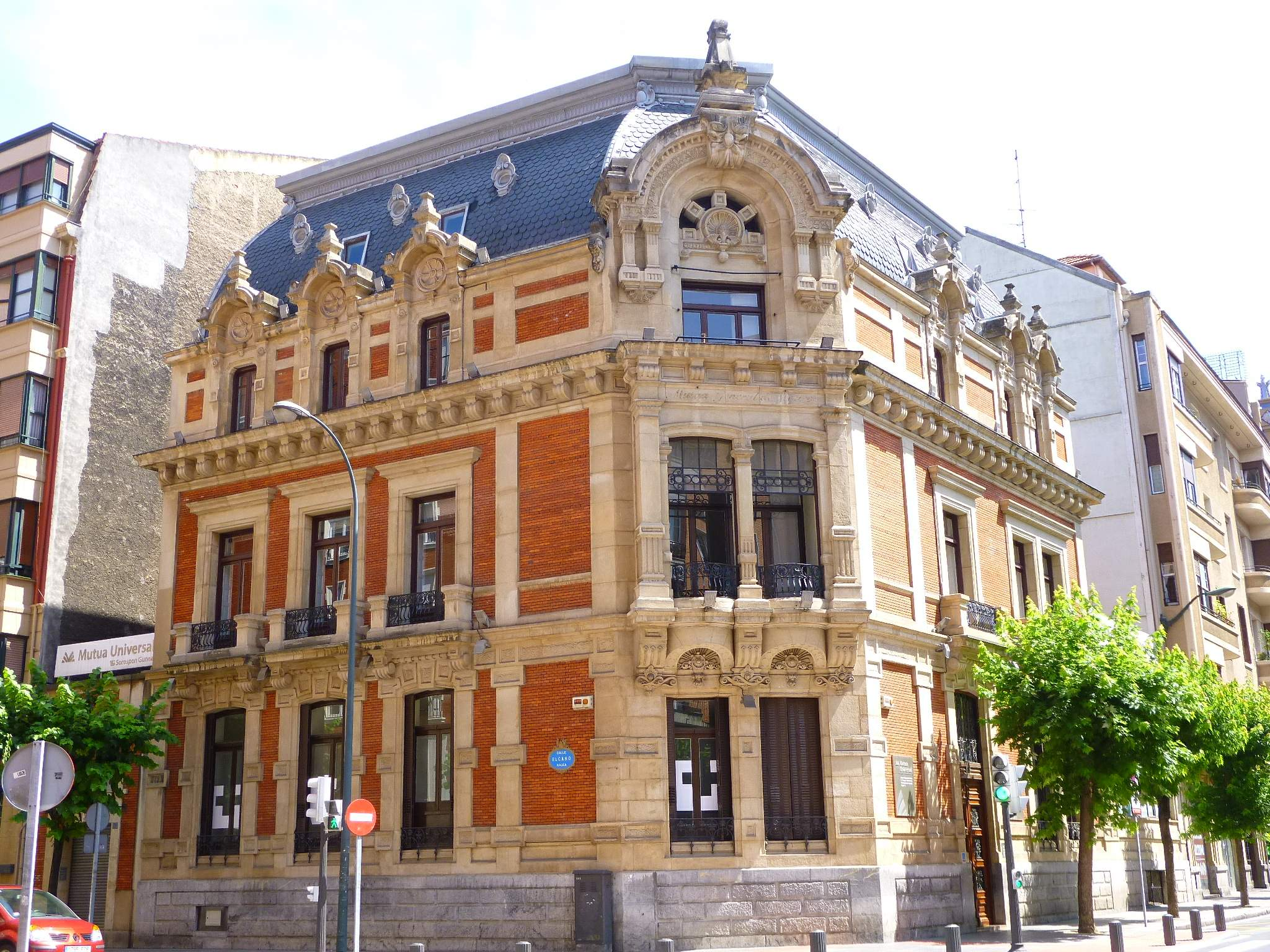
Edificio Mutua Universal (esquinas calles Licenciado Poza y Elcano)
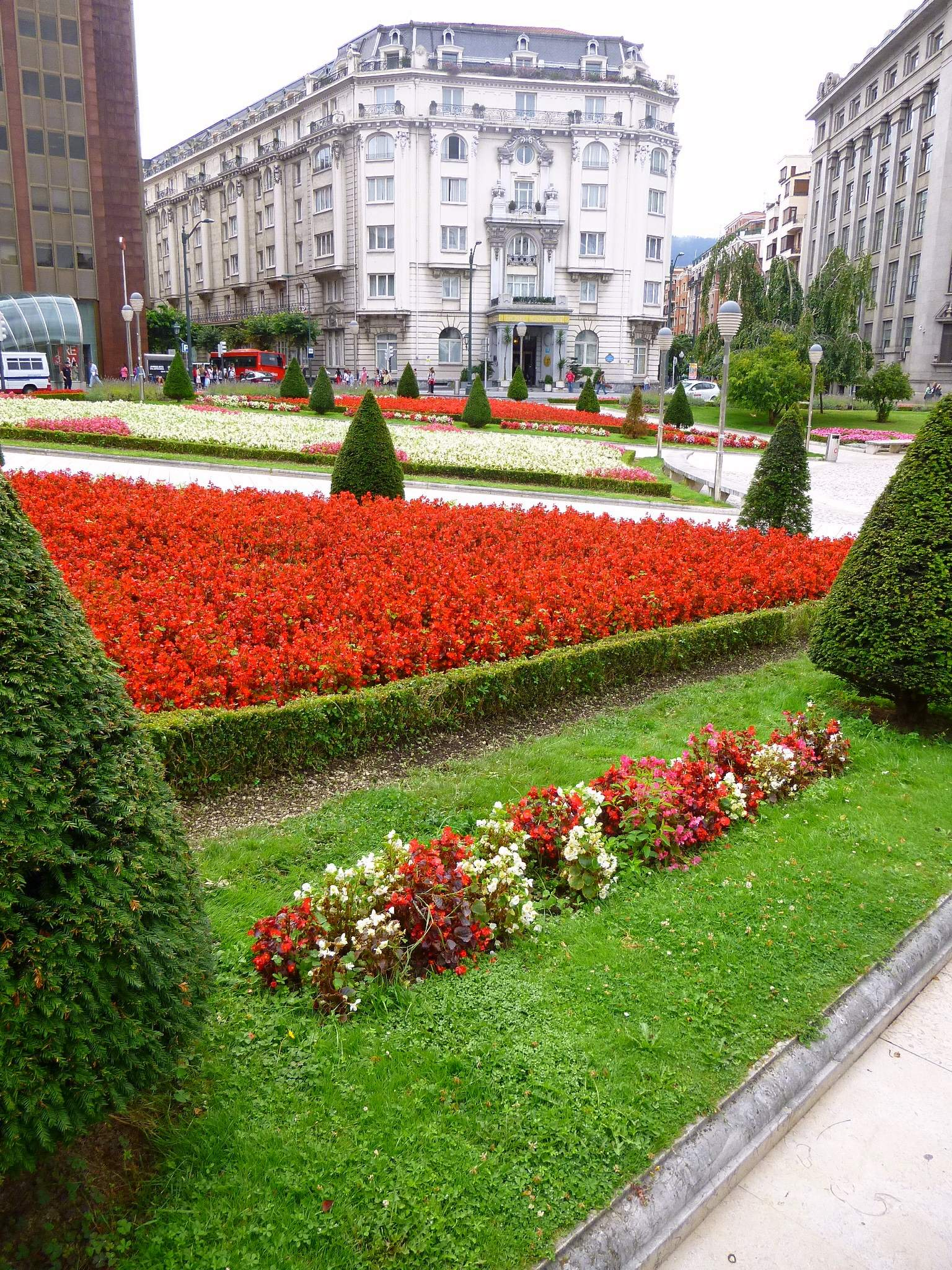
Plaza Moyúa y Hotel Carlton
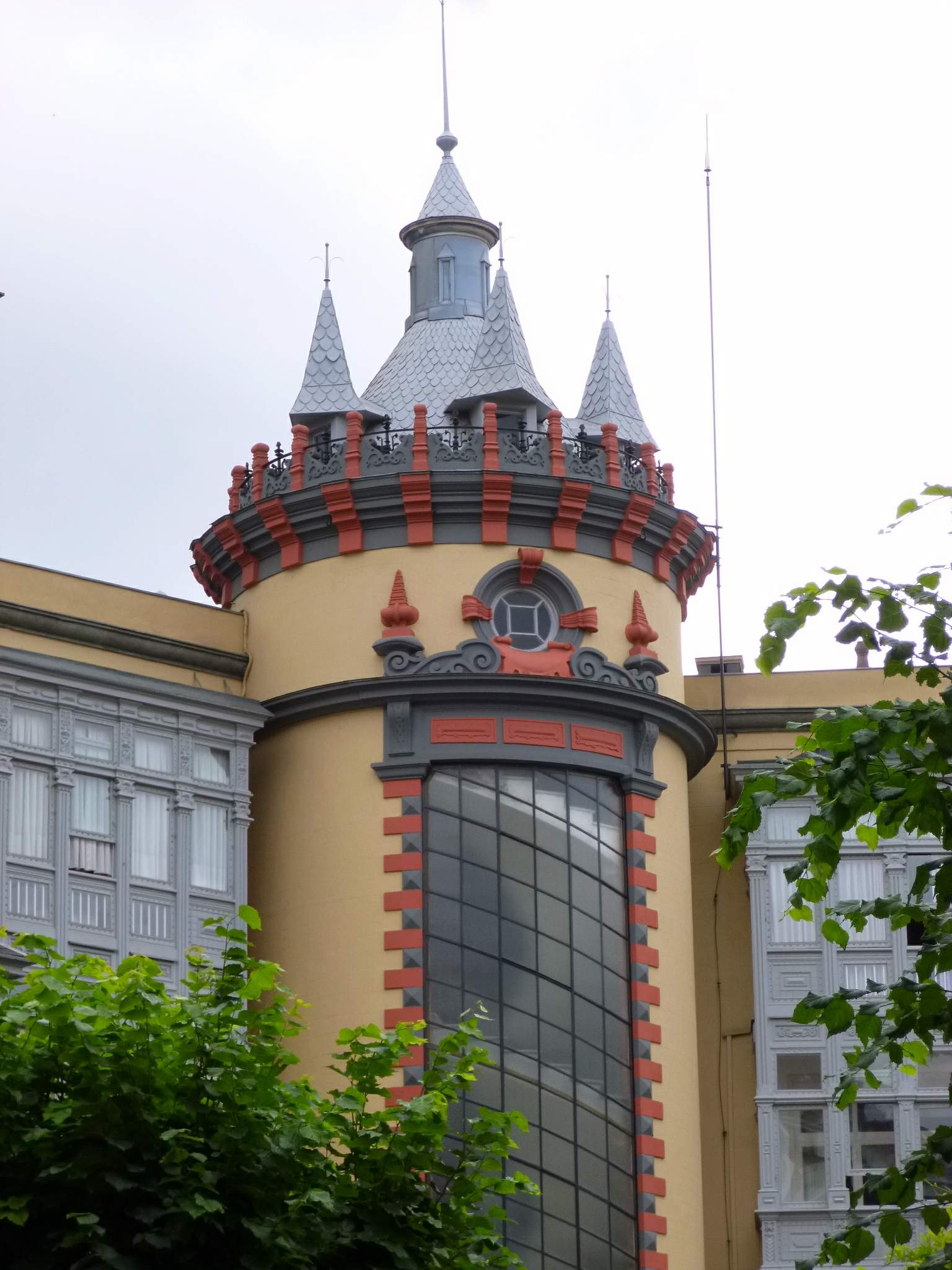
Palacio Chávarri
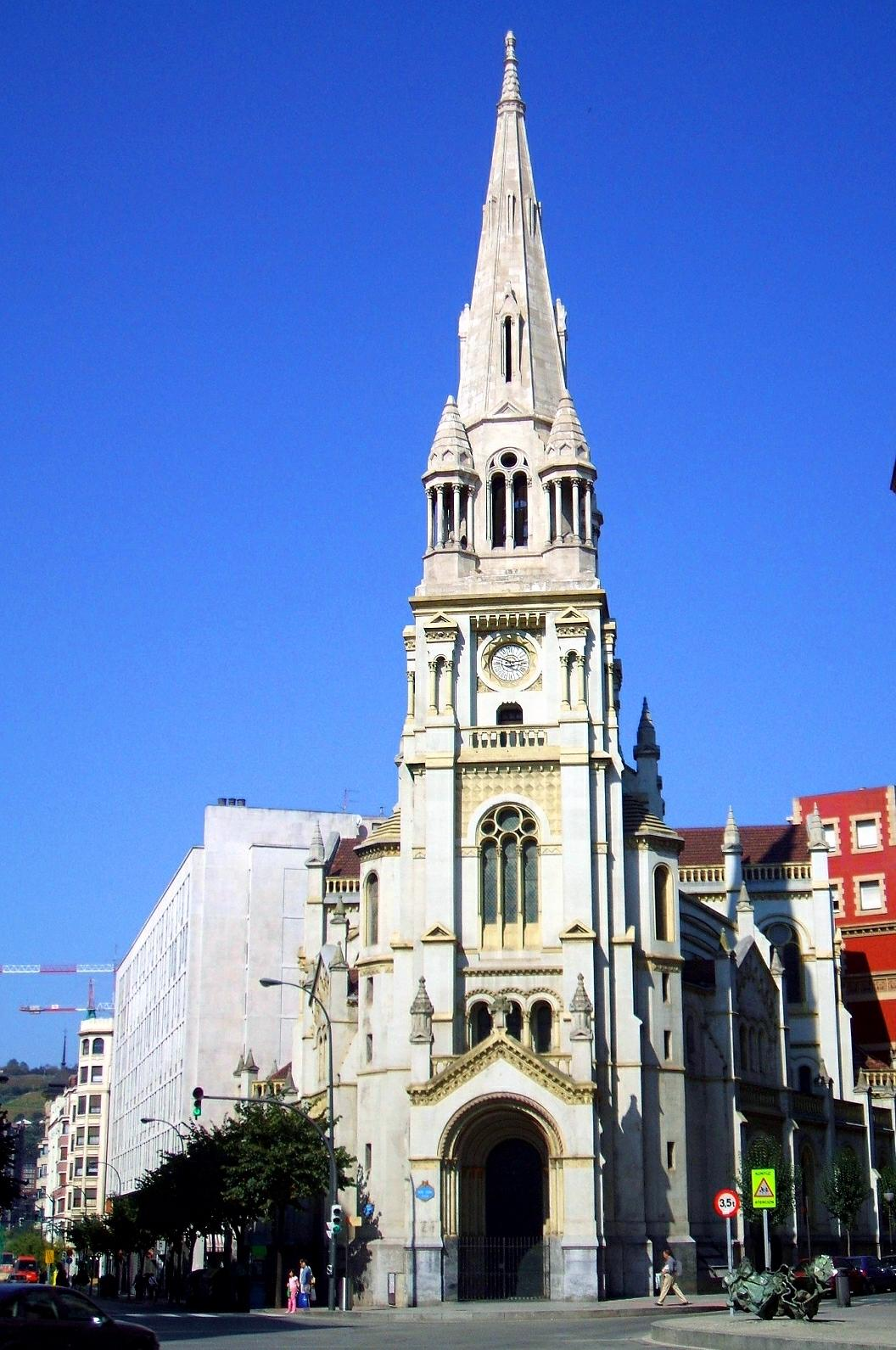
Iglesia de San José de la Montaña

### Escultura
- Esculturas de Vicente Larrea en la confluencia de la calle Elcano con las calles Colón de Larreátegui e Iparraguirre.

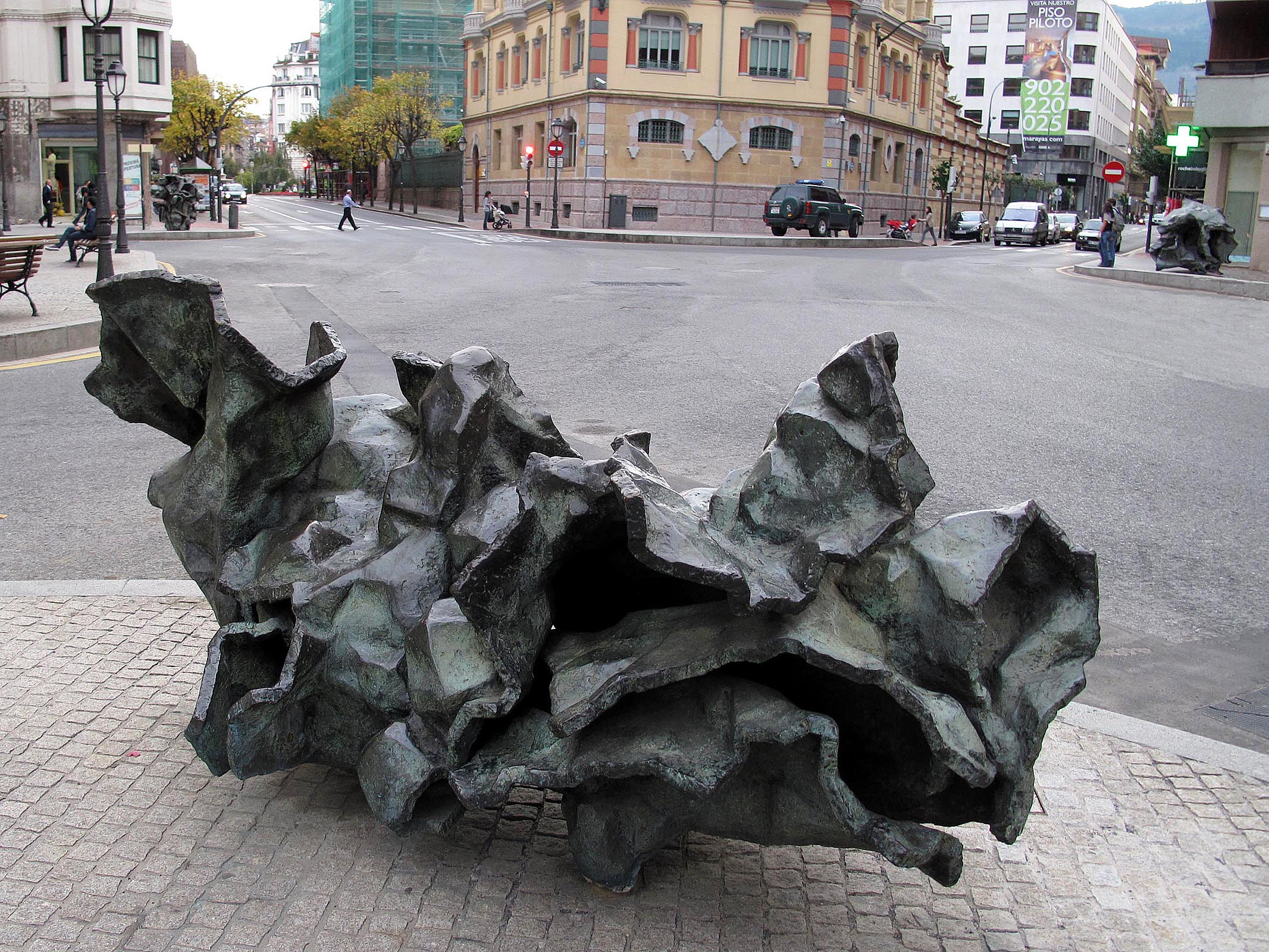
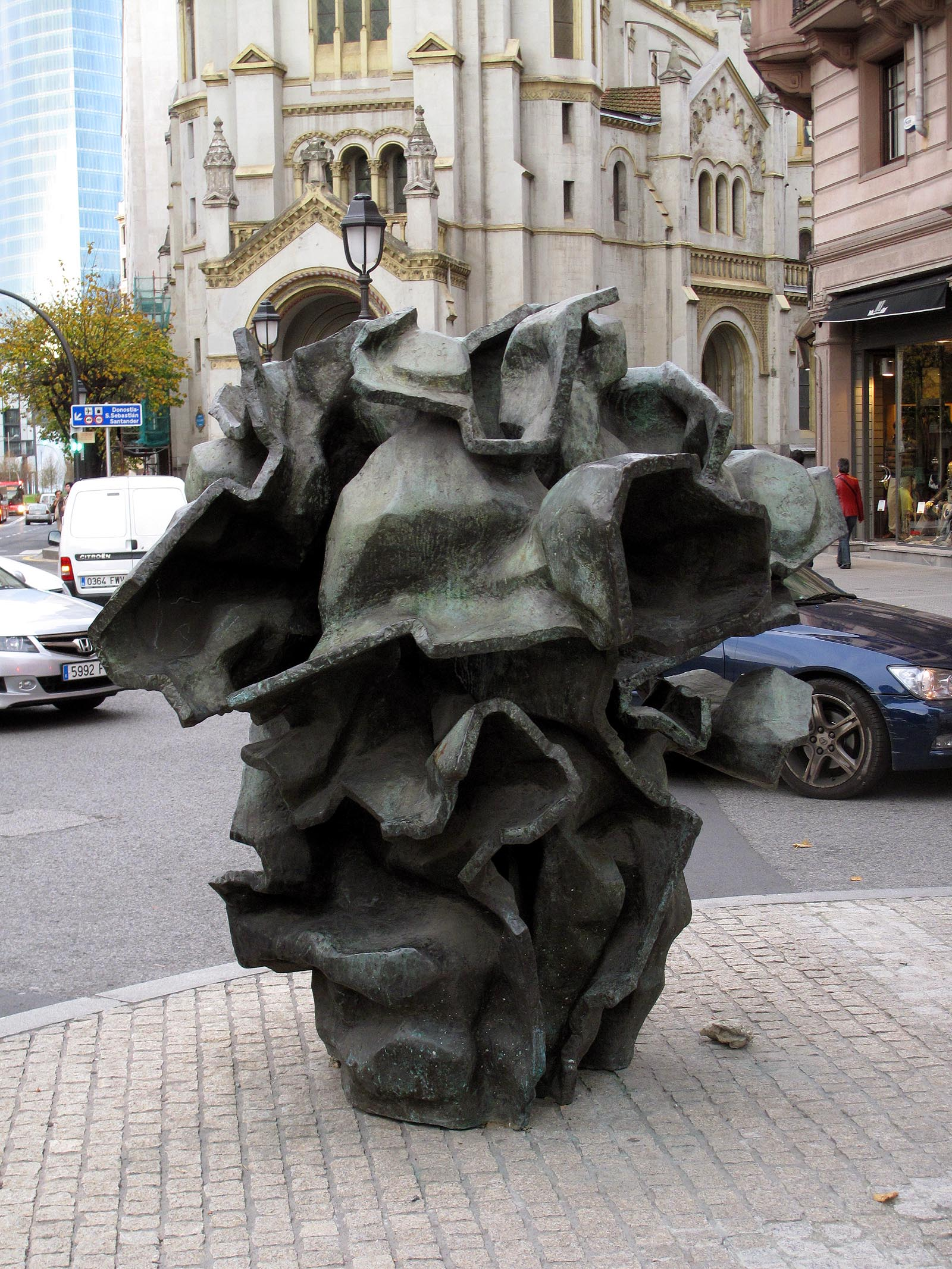